# François-Godefroy Desaincthorent
Pour les articles homonymes, voir Desaincthorent.
François-Godefroy Desaincthorent, né le 30 octobre 1766 à Boussac (Creuse), mort le 16 juillet 1823 à Lavaufranche, est un homme politique français.

## Biographie
Ancien écuyer, il est élu le 23 germinal an V député de la Creuse au Conseil des Cinq-Cents avec 116 voix sur 135 votants. Élu secrétaire de l'assemblée le 1er frimaire an VI, il dénonce sept jours plus tard le journal Le Défenseur de la vérité et des principes, accusé d'avoir calomnié le Conseil dans son ensemble dans le n°108 ; la dénonciation est renvoyée au Directoire.
Favorable au coup d'État du 18 brumaire, il est nommé préfet de l'Aveyron le 11 nivôse an VIII et décoré de la Légion d'honneur le 25 prairial an XII. Il devient conseiller général de la Creuse le 20 septembre 1812.
Son fils, Jean, et son petit-fils, Jean-Marie-Théophile, ont également mené une carrière politique locale et nationale.

## Sources
- « François-Godefroy Desaincthorent », dans Adolphe Robert et Gaston Cougny, Dictionnaire des parlementaires français, Edgar Bourloton, 1889-1891 [détail de l’édition], tome 2, p. 345